# Lac Poutrincourt
Le lac Poutrincourt est un plan d'eau douce du territoire non organisé de Lac-Ashuapmushuan, dans la partie Ouest de la municipalité régionale de comté (MRC) Le Domaine-du-Roy, dans la région administrative du Saguenay-Lac-Saint-Jean, dans la province de Québec, au Canada. Ce lac s’étend dans les cantons de Poutrincourt et de Bouteroue. Il est situé à l'Ouest de la Réserve faunique Ashuapmushuan.
La foresterie constitue la principale activité économique du secteur. Les activités récréotouristiques arrivent en second.
La partie Ouest du bassin versant du lac Poutrincourt est accessible grâce à la route forestière R0223 (sens Est-Ouest) qui passe au Nord et une branche routière sur le côté Est du lac. La route forestière route 167 passe au Nord-Est du lac Nicabau, reliant Chibougamau à Saint-Félicien (Québec). Le chemin de fer du Canadien National longe cette route.
La surface du lac Poutrincourt est habituellement gelée du début novembre à la mi-mai, toutefois la circulation sécuritaire sur la glace se fait généralement de la mi-novembre à la mi-avril.

## Géographie
Le lac Poutrincourt est situé à l’extrémité Ouest de la MRC Le Domaine-du-Roy. Ce lac comporte une longueur de 19,7 km, une largeur maximale de 6,7 km et une altitude de 392 m. Le contour du lac a une forme complexe. Ce lac constitue un grand élargissement de la rivière Normandin.
Ce lac comporte trois parties dont le plus important est la partie centrale qui comporte quelques dizaines d’îles. La baie de l'Ouest s’étire sur 6,8 km en parallèle et du côté Ouest de la partie centrale du lac. La baie de l’Est s’allonge sur 11,3 km en parallèle de la partie centrale du lac. Une presqu’île longue de 6,1 km rattachée à la rive Nord (donc orientée vers le Sud) la sépare de la partie centrale ; tandis qu’une presqu’île de 2,1 km s’étire vers le Nord. Un petit détroit d’une largeur de 0,2 km sépare les extrémités de deux presqu’îles.
La partie centrale de ce lac reçoit les eaux de la rivière Normandin du côté Ouest et de la rivière du Milieu (rivière Normandin) au Sud. Le courant de la rivière Normandin parcourt 5,8 km en traversant le lac Poutrincourt ; le courant de la rivière du Milieu (rivière Normandin), 2,0 km.
L’embouchure du lac Poutrincourt est localisé à :
- 12,1 km au Sud de l’embouchure du ruisseau Bouteroue (confluence avec la rivière Normandin) ;
- 17,6 km au Sud-Est de l’embouchure du lac Rohault ;
- 14,9 km au Sud de l’embouchure du lac Nicabau, lequel est traversé par la rivière Normandin ;
- 24,6 km à l’Ouest de l’embouchure de la rivière Normandin ;
- 144 km au Nord-Ouest de l’embouchure de la rivière Ashuapmushuan (confluence avec le lac Saint-Jean)[1].

Les principaux bassins versants voisins du lac Poutrincourt sont :
- côté Nord : rivière Normandin, ruisseau Bouteroue, lac Bouteroue, lac Rohault, lac Nicabau, lacs Obatogamau ;
- côté Est : rivière Marquette Ouest, lac Florimond, rivière Marquette, lac Ashuapmushuan ;
- côté Sud : rivière Normandin, lac Buade (rivière Normandin), rivière du Milieu (rivière Normandin), lac Palluay, rivière Marquette ;
- côté Ouest : lac Finbar, lac Feuquières, lac Robert (rivière Opawica), rivière Queue de Castor, lac Gabriel (rivière Opawica), rivière Ventadour.

À partir de l’embouchure du lac Poutrincourt, le courant :
- 15,6 km vers le Nord en formant un crochet de 2,0 km vers l’Est, jusqu’à la baie Sud du lac Nicabau ;
- 5,3 km (soit 1,8 km vers le Nord dans le canton de Bouteroue, puis vers l'Est dans le canton de Ducharme) en traversant la partie Sud du lac Nicabau (altitude : 386 m).
- À partir de l’embouchure du lac Nicabau, le courant coule sur 39,6 km vers le Sud-Est notamment en traversant le lac Ducharme, jusqu’au lac Ashuapmushuan qui constitue le lac de tête de la rivière Ashuapmushuan. Cette dernière rivière se déverse sur la rive Ouest du lac Saint-Jean.

## Toponymie
Jadis, selon les diverses sources, ce plan d’eau était désigné « lac Ascatiche », « lac Ascatscie », « lac Askatiche », « lac Askitichi », « lac Scatsi » ou « lac Skatsi ».
Les appellations anciennes Lac Ascatiche, Askitichi, Scatsie ou Ascatsie, signalées dans le Dictionnaire des rivières et lacs de la province de Québec (1914 et 1925) s'avèrent des déformations de l'expression innue "oskat assi" signifiant « nouvelle terre », « terrain où le bois est vert » ou « petite peau crue » selon les auteurs. Le toponyme Poutrincourt, qui figure sur une carte de la région de Chibougamau de 1934, est emprunté au nom du canton où il se trouve et honore la mémoire Jean de Bi encourt de Poutrincourt et de Saint-Just (1557-1615), personnage intimement lié au début de la colonisation de l'Acadie au XVIIe siècle. Avec le sieur de Monts, entre autres, il a passé l'hiver 1604-1605 à l'île Sainte-Croix à l'embouchure de la rivière du même nom, à la frontière séparant le Nouveau-Brunswick de l'État du Maine. En 1606, Poutrincourt revenait en Acadie comme lieutenant-gouverneur de la colonie naissante. Il a fait plusieurs autres séjours à Port-Royal, notamment en 1607, en 1610 et en 1614.
Le toponyme « lac Poutrincourt » a été officialisé le 5 décembre 1968 par la Commission de toponymie du Québec, soit à la création de cette commission.